# Kőröshegy
Kőröshegy è un comune dell'Ungheria di 1.712 abitanti (dati 2001) situata nella contea di Somogy, nell'Ungheria centro-occidentale.